# David Dundas (General)

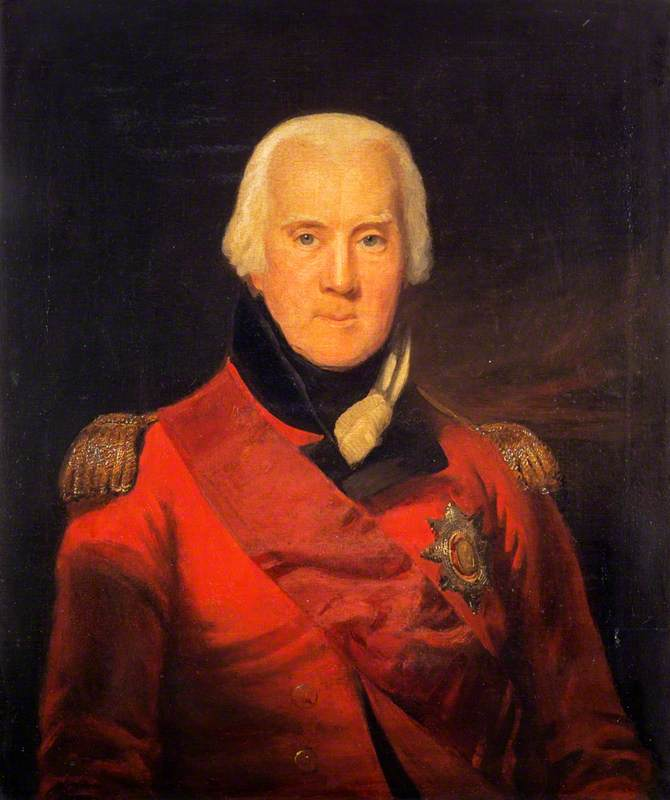
Sir David Dundas

Sir David Dundas GCB, PC (* 1735; † 18. Februar 1820 in Chelsea (London)) war ein britischer General und Oberbefehlshaber der britischen Armee.

## Leben
Er war der dritte Sohn des Robert Dundas, Kaufmann aus Edinburgh, und dessen Frau Margaret Watson, Tochter des Thomas Watson, Gutsherr von Muirhouse in Stirlingshire.
Er durchlief eine Ingenieursausbildung bei der Royal Artillery, die er 1755 im Dienstrang eines Lieutenant-Fireworker abschloss. Anschließend wechselte er zur Infanterie als Lieutenant beim 56th (West Essex) Regiment of Foot, mit dem er in den Siebenjährigen Krieg zog und 1758 in der Schlacht bei Saint-Cast kämpfte. 1759 wurde er zum Captain befördert und wechselte zu den 15th Dragoons mit denen er an den Schlachten bei Warburg (1760), Kloster Kampen (1760) und Vellinghausen (1761) teilnahm. 1762 nahm er an einer Landungsoperation auf Kuba teil, die im August Havanna einnahm.
Nach Kriegsende im Frieden von Paris (1763) widmete er sich verstärkt dem Studium der militärischen Taktik und besuchte regelmäßig die Manöver des französischen, preußischen und österreichischen Heeres. 1770 wurde er zum Major befördert. Als sich 1775 der Amerikanische Unabhängigkeitskrieg ankündigte, entschied er sich gegen eine Teilnahme am Kampf und stattdessen für ein intensiveres Taktikstudium. Er kaufte sich dazu 1775 einen Posten als Lieutenant-Colonel bei den 12th Light Dragoons, die in Irland stationiert blieben. 1777 wurde er zum Quartermaster-General für Irland ernannt und 1782 zum Brevet-Colonel befördert und zum 2nd Irish Horse-Regiment versetzt.
1783 verließ er den Regimentsdienst, widmete sich in der Folgezeit ganz der Verbesserung der Offiziersausbildung in der britischen Armee, und verfasste zahlreiche Handbücher zu diesem Thema. Das erste waren die 1788 veröffentlichten „Principles of Military Movements“. Er plädierte darin gegen die leichte Infanterietaktik, die Generäle wie Lord Cornwallis oder Willam Howe während des Amerikanischen Unabhängigkeitskrieges favorisiert hatten, wonach leichte Brigaden in kleinen unabhängigen Gruppen und mit Deckung kämpften. Er hatte 1785, 1786 und 1787 an den preußischen Herbstmanövern in Pommern, Schlesien und Magdeburg als Beobachter teilgenommen, und sprach sich für das von Friedrich dem Großen perfektionierte Modell der Lineartaktik aus, wonach gedrillte Bataillone der Linieninfanterie in Formation kämpften. 1789 wurde er zum Adjutant-General für Irland ernannt, 1790 zum Major-General befördert, zum 1791 Kommandeur des 22nd Regiment of Foot. 1792 wurde sein Werk „Rules and Regulations for the Formation, Field Exercises, and Movements of His Majesty's Forces“ und kurz darauf auch sein Werk „Rules and Regulations for the Cavalry“ zu offiziellen Befehlen für die britische Armee erklärt.
Als 1793 Krieg mit Frankreich ausbrach, nahm er kurzzeitig an der Belagerung von Dünkirchen unter dem Duke of York and Albany teil, bevor er im Oktober 1793 über Deutschland und in Italien nach Toulon reiste. Bei der Verteidigung der Stadt gegen die Franzosen diente Dundas als Stellvertreter des dortigen britischen Oberkommandierenden General O’Hara. Als O’Hara in Gefangenschaft geriet, übernahm er das Kommando über die britischen Truppen in Toulon und organisierte schließlich deren Evakuierung. Er führte die Truppen nach Elba und Korsika und reiste nach der Eroberung von Saint-Florent über Italien und Deutschland zurück zum Duke of York and Albany nach Flandern. Als Kommandeur der 2nd Cavalry Brigade kämpfte er 1794 in den Schlachten bei Tourcoing und Tournai und als der Duke of York and Albany nach England zurückkehrte, erhielt er das Kommando über eine an der Waal stationierte ca. 8000 Mann starke britische Armee. Er führte Gefechte bei Tuyl (Dezember 1794) und Geldermalsen (Januar 1795) und übernahm mit seiner Kavallerie die Deckung des britischen Rückzugs nach Bremen. Nachdem Field Marshal Lord Harcourt im April 1795 mit der Infanterie nach England ausgeschifft worden war, erhielt Dundas das Kommando über die verbliebenen 24 Squadronen Kavallerie, mit denen er in Westfalen operierte, bis auch diese im Januar 1796 nach England zurückgezogen wurden.
Für seine Verdienste wurde er 1796 zum Kommandeur der 7th Light Dragoons und zum Quartermaster-General der Royal Horse Guards ernannt, in den Rang eines Lieutenant-General befördert und 1797 als Gouverneur der Festung Landguard Fort bei Felixstowe eingesetzt. Als Quartermaster-General befasste er sich mit der Reorganisation des Heeres nach der Niederlage in Flandern und der Truppenausbildung. 1799 begleitete er den Duke of York and Albany auf dem Den-Helder-Feldzug. 1801 wurde er Kommandeur der 2nd Dragoons und Gouverneur von Fort George bei Inverness und 1802 zum General befördert. 1804 wurde er als Knight Companion des Order of the Bath geadelt und zum Gouverneur des Veteranen-Altersheims Royal Hospital Chelsea ernannt. In Letzterem lebte er für den Rest seines Lebens, nachdem er 1805 seine Kommandos niedergelegt hatte.
Von 1809 bis 1811 wurde er anstelle des Duke of York and Albany in das Amt des Oberbefehlshabers der britischen Armee berufen. Der Duke war gezwungen, dieses Amt für die Dauer einer Untersuchung des House of Commons wegen eines Skandals um seine Mätresse Mary Anne Clarke niederzulegen. Dundas wurde ausgesucht, da er die vom Duke begonnenen Heeresreformen konsequent weiterführen konnte, er ein enger Vertrauter des Dukes war und er nach Abschluss der Untersuchungen den Posten klaglos wieder zugunsten des Dukes räumen würde. 1809 wurde Dundas auch ins Privy Council aufgenommen.
1809 wurde er Colonel-in-Chief des 95th Regiment of Foot (Rifles) sowie 1813 auch Colonel of the Regiment der 1st King’s Dragoon Guards. Im Rahmen der Reform der Ordensregeln des Order of the Bath wurde Dundas 1815 zum Knight Grand Cross dieses Ordens erhoben. Er lebte fortan friedlich im Royal Hospital Chelsea, wo er 1820 im Alter von 85 Jahren starb. Seine Ehe mit Charlotte, Tochter des General Oliver de Lancey (um 1749–1822) blieb kinderlos. Seine Witwe starb 1840 und seine Besitzungen fielen an seinen Neffen Sir Robert Dundas, 1. Baronet (1761–1835).